# Ian Bohen
Ian Stuart Bohen (Carmel-by-the-Sea, 24 september 1976) is een Amerikaans acteur.

## Carrière
Bohen begon in 1992 met acteren in de televisieserie The Torkelsons, waarna hij nog meerdere rollen speelde in televisieseries en films.

## Filmografie

### Films
Uitgezonderd korte films.
- 2024 Air Force One Down - als president Edwards
- 2023 Teen Wolf: The Movie - als Peter Hale
- 2019 Fanboy - als Craft Maitre D'
- 2018 Shannon K: Give Me Your Hand - als Cameo
- 2018 Little Women - als Freddy
- 2018 Sicario: Day of the Soldado - als Carson Wills
- 2017 Wind River - als Evan
- 2013 5 Souls - als Noah
- 2012 The Dark Knight Rises - als politieagent met Gordon
- 2011 Vile - als Julian
- 2010 Irreversi - als Adam
- 2007 Marigold - als Barry
- 2006 Special - als Ted Exiler
- 2002 Hometown Legend - als Brian Schuler
- 2001 Pearl Harbor - als radarbediener
- 1998 Young Hercules - als jonge Hercules
- 1996 If These Walls Could Talk - als Scott Barrows
- 1996 Her Last Chance - als Matt Arnold
- 1995 Monster Mash: The Movie - als Scott
- 1994 Wyatt Earp - als jonge Wyatt

### Televisieseries
Uitgezonderd eenmalige gastrollen.
- 2018-2022 Yellowstone - als Ryan - 45 afl.
- 2022 Superman & Lois - als inspecteur Mitch Anderson - 8 afl.
- 2011-2017 Teen Wolf - als Peter Hale - 42 afl.
- 2014 Chicago P.D. - als Edwin Stillwell - 8 afl.
- 2012 Major Crimes - als Daniel Dunn - 4 afl.
- 2012 Breakout Kings - als Pete Gillies - 7 afl.
- 2007 Mad Men - als Roy Hazelitt - 2 afl.
- 1998-2001 Any Day Now - als Johnny O'Brien - 11 afl.
- 1997-1998 Hercules: The Legendary Journeys - als jonge Hercules - 4 afl.
- 1998 Beyond Belief: Fact or Fiction - als zoon - 2 afl.

- International Standard Name Identifier: 0000 0001 1894 9407
- Library of Congress Control Number: no2011051585
- Virtual International Authority File: 170039252
- WorldCat: E39PBJhXc3c4PqPdmDjGwcGWDq